# Municipalité régionale de comté
Pour les articles homonymes, voir MRC.

Divisions des municipalités régionales de comté au Québec.

Les municipalités régionales de comté (MRC) sont des entités administratives assurant la gestion régionale des municipalités locales qui sont regroupées en des communautés supralocales jouissant chacune d'un pouvoir de juridiction et réglementation dévolu par le gouvernement du Québec, sur un territoire désigné sous le nom de comté. Ce système d'administration municipale à double niveau de compétences est réaménagé en 1979 par la Loi sur l'aménagement et l'urbanisme, dans la politique gouvernementale de réorganisation des comtés du Québec.
Les territoires équivalents (TE) sont des villes ou agglomérations dont l'organe principal de gestion territoriale est titulaire des compétences généralement attribuées aux MRC. Dans le cadre de l'organisation régionale des villes ainsi constituées, les collectivités locales forment donc des administrations municipales à simple niveau de compétences. Quant aux agglomérations, bien qu'elles regroupent des collectivités locales à l'instar des MRC, ces entités forment des communautés de concertation régionale dépourvues de la personnalité morale que possèdent les collectivités municipales. Par ailleurs, elles se distinguent des arrondissements municipaux qui sont des divisions territoriales d'une municipalité locale — généralement, une ville — constituée en un système d'administration interne à double niveau de compétences.
Une municipalité régionale de comté géographique est une entité géographique utilisée à des fins descriptives et statistiques qui correspond au territoire d'une municipalité régionale de comté ou d'un territoire équivalent, y compris les collectivités autochtones et les villages nordiques situés dans le périmètre de cette MRC ou constituant des TE,. Elle correspond à une division de recensement, unité géostatistique utilisée par Statistique Canada. La MRC au sens strict regroupe uniquement des municipalités locales et des territoires non organisés qui sont de compétence provinciale, alors que la MRC géographique englobe, en plus de ces entités territoriales, les collectivités autochtones, de compétence fédérale, et les villages nordiques, assujettis à la loi québécoise mais dont l'administration se fait en dehors des municipalités régionales de comté. En d'autres termes, l'objectif de l'établissement des MRC géographiques est d'assurer une couverture exhaustive du territoire québécois, à des fins strictement statistiques, car les MRC au sens juridique ne permettent d'atteindre cette couverture parfaite du territoire. À titre d'exemple, la réserve de Kahnawake ne fait pas juridiquement partie de la MRC de Roussillon, mais elle est intégrée à la MRC géographique de Roussillon.

## Historique

C'est en 1979 que l'Assemblée nationale du Québec créait les MRC.

Les municipalités régionales de comté sont nées en 1979 grâce à l'adoption d'une loi provinciale au Québec, soit la Loi sur l'aménagement et l'urbanisme qui, approuvée par le  lieutenant-gouverneur du Québec, réorganisait le visage municipal du Québec,. Cette nouvelle structure remplaçait les corporations de comtés dont l'origine remontait à la création des premières institutions municipales au Québec en 1855,. La différence réside dans le fait que les municipalités régionales de comtés regroupent à la fois les municipalités régies par la Loi sur les cités et les villes et celles qui le sont par le Code municipal.

## Composition
Le Conseil d'une MRC est composé des maires de chacune des municipalités locales du territoire et présidé par un président appelé " préfet " généralement nommé par et parmi les membres de ce Conseil. Dans ce cas, la municipalité dont le maire devient préfet peut déléguer un autre membre de son Conseil pour la représenter.
Le préfet peut aussi être élu au suffrage universel mais ne peut alors être à la fois maire et préfet. Le mandat du préfet est de deux ans s'il est élu par le conseil et de quatre ans s'il est élu au suffrage universel. Pour la première fois, le 1er novembre 2009, les électeurs de treize MRC élisaient leur préfet au suffrage universel.
Actuellement, dix-sept préfets sont élus au suffrage universel :Le Domaine-du-Roy, Kamouraska, La Haute-Gaspésie, La Matapédia La Vallée-de-la-Gatineau, Le Granit, Le Haut-Saint-François, Le Rocher-Percé, Les Basques, Les Pays-d'en-Haut, Manicouagan, Maria-Chapdelaine, Minganie, Montcalm, Pontiac, Témiscamingue et Témiscouata.

## Compétences obligatoires
Une municipalité régionale de comté est investie des compétences suivantes :
- gérer l'aménagement du territoire par l'élaboration d'un schéma d'aménagement qui doit être révisé tous les cinq ans ;
- établir un plan de gestion des matières résiduelles, un schéma de couverture de risques (pour les incendies) et un schéma de sécurité civile (pour la police);
- veiller à l'application du schéma d'aménagement du territoire ;
- établir et administrer des règlements d'urbanisme dans les territoires non organisés et parfois dans certaines municipalités locales ;
- voir au bon état de fonctionnement des cours d'eau sur son territoire, notamment ceux qui ont été aménagés pour des fins de drainage agricole ;
- préparer les rôles d'évaluation des municipalités locales ;
- vendre les immeubles pour défaut de paiement de taxes foncières ;
- désigner ou constituer un centre local de développement pour soutenir les entreprises régionales ;
- veiller au financement de cet organisme.

## Liste
Ci-dessous une liste des comtés avec leur date de constitution et le nom de la collectivité locale où est situé le siège de la MRC.
| - Abitibi : Amos (1983-01-01) - Abitibi-Ouest : La Sarre (1982-01-01) - Acton : Acton Vale (1982-01-01) - Antoine-Labelle : Mont-Laurier (1983-01-01) - Argenteuil : Lachute (1983-01-01) - Arthabaska : Victoriaville (1982-01-01) - Avignon : Carleton-sur-Mer (1981-03-18) - Beauce-Centre : Beauceville (1982-01-01) - Beauce-Sartigan : Saint-Georges (1982-01-01) - Beauharnois-Salaberry : Beauharnois (1982-01-01) - Bécancour : Bécancour (1982-01-01) - Bellechasse : Saint-Lazare-de-Bellechasse (1982-01-01) - Bonaventure : New Carlisle (1981-04-08) - Brome-Missisquoi : Cowansville (1983-01-01) - Caniapiscau : Fermont (1982-01-01) - Charlevoix : Baie-Saint-Paul (1982-01-01) - Charlevoix-Est : Clermont (1982-01-01) - Coaticook : Coaticook (1982-01-01) - D'Autray : Berthierville (1982-01-01) - Deux-Montagnes : Deux-Montagnes (1983-01-01) - Drummond : Drummondville (1982-01-01) - Joliette : Joliette (1982-01-01) - Kamouraska : Saint-Pascal (1982-01-01) - La Côte-de-Beaupré : Château-Richer (1982-01-01) - La Côte-de-Gaspé : Gaspé (1982-01-01) - Lac-Saint-Jean-Est : Alma (1982-01-01) - La Haute-Côte-Nord : Les Escoumins (1982-01-01) - La Haute-Gaspésie : Sainte-Anne-des-Monts (1981-03-18) - La Haute-Yamaska : Granby (1982-03-03) - La Jacques-Cartier : Shannon (1981-04-01) - Marguerite-D'Youville : Verchères (1982-01-01) | - La Matanie : Matane (1982-01-01) - La Matapédia : Amqui (1982-01-01) - La Mitis : Mont-Joli (1982-01-01) - La Nouvelle-Beauce : Sainte-Marie (1982-01-01) - La Rivière-du-Nord : Saint-Jérôme (1983-01-01) - L'Assomption : L'Assomption (1983-01-01) - Laval : Laval (1980-06-01) - La Vallée-de-l'Or : Val-d'Or (1981-04-08) - La Vallée-de-la-Gatineau : Gracefield (1983-01-01) - La Vallée-du-Richelieu : McMasterville (1982-01-01) - Le Domaine-du-Roy : Roberval (1983-01-01) - Le Fjord-du-Saguenay : Saint-Honoré (2002-02-18) - Le Golfe-du-Saint-Laurent : Côte-Nord-du-Golfe-du-Saint-Laurent (2010-07-07) - Le Granit : Lac-Mégantic (1982-05-26) - Le Haut-Richelieu : Saint-Jean-sur-Richelieu (1982-01-01) - Le Haut-Saint-François : Cookshire-Eaton (1982-01-01) - Le Haut-Saint-Laurent : Huntingdon (1982-01-01) - L'Érable : Plessisville (1982-01-01) - Les Appalaches : Thetford Mines (1982-01-01) - Les Basques : Trois-Pistoles (1981-04-01) - Les Chenaux : Saint-Luc-de-Vincennes (2002-01-01) - Les Collines-de-l'Outaouais : Chelsea (1991-12-04) - Les Etchemins : Lac-Etchemin (1982-01-01) - Les Jardins-de-Napierville : Napierville (1982-01-01) - Les Laurentides : Mont-Blanc (1983-01-01) - Les Maskoutains : Saint-Hyacinthe (1982-01-01) - Les Moulins : Terrebonne (1982-01-01) - Les Pays-d'en-Haut : Sainte-Adèle (1983-01-01) - Les Sources : Asbestos (1982-01-01) | - Le Rocher-Percé : Chandler (1981-04-01) - Le Val-Saint-François : Richmond (1982-05-26) - L'Île-d'Orléans : Sainte-Famille (1982-01-01) - L'Islet : Saint-Jean-Port-Joli (1982-01-01) - Lotbinière : Sainte-Croix (1982-01-01) - Manicouagan : Baie-Comeau (1981-04-01) - Maria-Chapdelaine : Dolbeau-Mistassini (1983-01-01) - Maskinongé : Louiseville (1982-01-01) - Matawinie : Rawdon (1982-01-01) - Mékinac : Saint-Tite (1982-01-01) - Memphrémagog : Magog (1982-01-01) - Minganie : Havre-Saint-Pierre (1982-01-01) - Montcalm : Sainte-Julienne (1982-01-01) - Montmagny : Montmagny (1982-01-01) - Nicolet-Yamaska : Nicolet (1982-01-01) - Papineau : Papineauville (1983-01-01) - Pierre-De Saurel : Sorel-Tracy (1982-01-01) - Pontiac : Campbell's Bay (1983-01-01) - Portneuf : Cap-Santé (1982-01-01) - Rimouski-Neigette : Rimouski (1982-05-26) - Rivière-du-Loup : Rivière-du-Loup (1982-01-01) - Roussilon : Saint-Constant (1982-01-01) - Rouville : Marieville (1982-01-01) - Sept-Rivières : Sept-Îles (1981-03-18) - Témiscamingue : Ville-Marie (1981-04-15) - Témiscouata : Témiscouata-sur-le-Lac (1982-01-01) - Thérèse-De Blainville : Boisbriand (1982-05-26) - Vaudreuil-Soulanges : Vaudreuil-Dorion (1982-04-14) |

### Dissoutes
Toutes les MRCs ont été dissoutes à la suite de la fusion de la plupart de leurs municipalités lors des réorganisations municipales des années 2000. Les municipalités non fusionnées ont été rattachées à des MRC voisines, à l'exception des municipalités non fusionnées dans l'ancienne MRC de Francheville, qui forment la nouvelle MRC des Chenaux.
Dans cette liste, la MRC dissoute est suivie de la ville ou de l'agglomération regroupant la majorité de son ancien territoire :
- Champlain, agglomération de Longueuil (dissoute le 2001-12-31)
- Desjardins, Lévis (dissoute le 2001-12-31)
- Francheville, Trois-Rivières et Les Chenaux (dissoute le 2001-12-31)
- La Région-Sherbrookoise, Sherbrooke (dissoute 2002-01-01)
- Laval, Laval (dissoute le 2002-01-01)
- Le Centre-de-la-Mauricie, Shawinigan (dissoute le 2001-12-31)
- Le Haut-Saint-Maurice, La Tuque (dissoute le 2002-03-25)
- Les Chutes-de-la-Chaudière, Lévis (dissoute le 2001-12-31)
- Les Îles-de-la-Madeleine, Les Îles-de-la-Madeleine (dissoute le 2002-01-01)
- Mirabel, Mirabel (dissoute le 2002-01-01)
- Rouyn-Noranda, Rouyn-Noranda (dissoute le 2001-12-31)

#### Documents du gouvernement du Québec
- Ministère des Affaires municipales et de l'Habitation, La municipalité régionale de comté, 2019, 70 p. (PDF Lire en ligne)